# Överkalix
Överkalix (en finès: Ylikainuu) és una localitat i la seu del Municipi d'Överkalix, al Comtat de Norrbotten, Suècia, amb 1.038 habitants el 2017.

## Clima
Överkalix té un clima subàrtic amb diferències significatives de temperatura entre els càlids i curts estius i els freds i llargs hiverns. La seva posició interior propera al nivell del mar garanteix que Överkalix sigui més propens a entrades de calor que altres zones de Norrbotten. Les temperatures del juliol també són causades a la perpètua llum del dia a causa de la seva posició just a sota del cercle polar àrtic. Això fa que els dies de juliol siguin més càlids, de mitjana, que en altres ciutats europees tan llunyanes com Manchester i Dublín a les Illes Britàniques. De fet, Vielha, situada a l'extrem nord-occidental de Catalunya, té una temperatura mitjana al juliol semblant a la d'Överkalix. No obstant això, les temperatures cauen ràpidament un cop la llum del dia disminueix, però els hiverns són encara menys durs que en altres parts del món en paral·lels similars a causa d'un aire suau de l'Atlàntic nord que tempera el fred extrem. El clima és força sec per a Escandinàvia, amb precipitacions anuals mitjanes de 450 mil·límetres.
| Dades climàtiques a Överkalix 2002-2016; precipitació 1961-1990; temperatures extremes des del 1962 | Dades climàtiques a Överkalix 2002-2016; precipitació 1961-1990; temperatures extremes des del 1962 | Dades climàtiques a Överkalix 2002-2016; precipitació 1961-1990; temperatures extremes des del 1962 | Dades climàtiques a Överkalix 2002-2016; precipitació 1961-1990; temperatures extremes des del 1962 | Dades climàtiques a Överkalix 2002-2016; precipitació 1961-1990; temperatures extremes des del 1962 | Dades climàtiques a Överkalix 2002-2016; precipitació 1961-1990; temperatures extremes des del 1962 | Dades climàtiques a Överkalix 2002-2016; precipitació 1961-1990; temperatures extremes des del 1962 | Dades climàtiques a Överkalix 2002-2016; precipitació 1961-1990; temperatures extremes des del 1962 | Dades climàtiques a Överkalix 2002-2016; precipitació 1961-1990; temperatures extremes des del 1962 | Dades climàtiques a Överkalix 2002-2016; precipitació 1961-1990; temperatures extremes des del 1962 | Dades climàtiques a Överkalix 2002-2016; precipitació 1961-1990; temperatures extremes des del 1962 | Dades climàtiques a Överkalix 2002-2016; precipitació 1961-1990; temperatures extremes des del 1962 | Dades climàtiques a Överkalix 2002-2016; precipitació 1961-1990; temperatures extremes des del 1962 | Dades climàtiques a Överkalix 2002-2016; precipitació 1961-1990; temperatures extremes des del 1962 |
| Mes                                                                                                 | gen                                                                                                 | febr                                                                                                | març                                                                                                | abr                                                                                                 | maig                                                                                                | juny                                                                                                | jul                                                                                                 | ag                                                                                                  | set                                                                                                 | oct                                                                                                 | nov                                                                                                 | des                                                                                                 | anual                                                                                               |
| --------------------------------------------------------------------------------------------------- | --------------------------------------------------------------------------------------------------- | --------------------------------------------------------------------------------------------------- | --------------------------------------------------------------------------------------------------- | --------------------------------------------------------------------------------------------------- | --------------------------------------------------------------------------------------------------- | --------------------------------------------------------------------------------------------------- | --------------------------------------------------------------------------------------------------- | --------------------------------------------------------------------------------------------------- | --------------------------------------------------------------------------------------------------- | --------------------------------------------------------------------------------------------------- | --------------------------------------------------------------------------------------------------- | --------------------------------------------------------------------------------------------------- | --------------------------------------------------------------------------------------------------- |
| Màxima rècord °C (°F)                                                                               | 9.8 (49.6)                                                                                          | 9.5 (49.1)                                                                                          | 11.8 (53.2)                                                                                         | 17.7 (63.9)                                                                                         | 30.6 (87.1)                                                                                         | 33.8 (92.8)                                                                                         | 32.7 (90.9)                                                                                         | 29.0 (84.2)                                                                                         | 22.8 (73)                                                                                           | 16.0 (60.8)                                                                                         | 12.5 (54.5)                                                                                         | 8.2 (46.8)                                                                                          | 33.8 (92.8)                                                                                         |
| Màxima mitjana °C (°F)                                                                              | −7.5 (18.5)                                                                                         | −6.1 (21)                                                                                           | −0.1 (31.8)                                                                                         | 5.9 (42.6)                                                                                          | 13.5 (56.3)                                                                                         | 18.3 (64.9)                                                                                         | 21.7 (71.1)                                                                                         | 19.2 (66.6)                                                                                         | 13.2 (55.8)                                                                                         | 4.6 (40.3)                                                                                          | −1.6 (29.1)                                                                                         | −4.4 (24.1)                                                                                         | 6.3 (43.3)                                                                                          |
| Mitjana diària °C (°F)                                                                              | −11.9 (10.6)                                                                                        | −10.6 (12.9)                                                                                        | −5.2 (22.6)                                                                                         | 1.2 (34.2)                                                                                          | 7.7 (45.9)                                                                                          | 12.9 (55.2)                                                                                         | 16.3 (61.3)                                                                                         | 14.0 (57.2)                                                                                         | 8.7 (47.7)                                                                                          | 1.3 (34.3)                                                                                          | −4.8 (23.4)                                                                                         | −8.5 (16.7)                                                                                         | 1.7 (35.1)                                                                                          |
| Mínima mitjana °C (°F)                                                                              | −16.3 (2.7)                                                                                         | −15.1 (4.8)                                                                                         | −10.3 (13.5)                                                                                        | −3.5 (25.7)                                                                                         | 2.0 (35.6)                                                                                          | 7.6 (45.7)                                                                                          | 10.8 (51.4)                                                                                         | 8.8 (47.8)                                                                                          | 4.3 (39.7)                                                                                          | −1.9 (28.6)                                                                                         | −8.0 (17.6)                                                                                         | −12.6 (9.3)                                                                                         | −2.8 (27)                                                                                           |
| Mínima rècord °C (°F)                                                                               | −46.0 (−50.8)                                                                                       | −40.3 (−40.5)                                                                                       | −37.9 (−36.2)                                                                                       | −23.6 (−10.5)                                                                                       | −9.7 (14.5)                                                                                         | −5.2 (22.6)                                                                                         | 1.3 (34.3)                                                                                          | −2.2 (28)                                                                                           | −12.3 (9.9)                                                                                         | −23.3 (−9.9)                                                                                        | −34.4 (−29.9)                                                                                       | −38.7 (−37.7)                                                                                       | −46.0 (−50.8)                                                                                       |
| Precipitació mitjana mm (polzades)                                                                  | 31.3 (1.232)                                                                                        | 25.5 (1.004)                                                                                        | 26.1 (1.028)                                                                                        | 24.3 (0.957)                                                                                        | 27.4 (1.079)                                                                                        | 35.3 (1.39)                                                                                         | 50.6 (1.992)                                                                                        | 56.4 (2.22)                                                                                         | 49.3 (1.941)                                                                                        | 45.7 (1.799)                                                                                        | 44.1 (1.736)                                                                                        | 33.9 (1.335)                                                                                        | 450.0 (17.717)                                                                                      |
| Font #1: SMHI precipitation average 1961-1990                                                       | | | | | | | | | | | | | |
| Font #2: SMHI climate data 2002-2015                                                                | | | | | | | | | | | | | |

## Estudi d'Överkalix
L'estudi Överkalix (en suec: Överkalixstudien) va ser un estudi sobre els efectes fisiològics de diversos factors ambientals sobre l'herència epigenètica transgeneracional. L'estudi es va realitzar amb registres històrics, inclosos les collites i els preus dels aliments, a Överkalix, un petit municipi aïllat al nord-est de Suècia. L'estudi va ser realitzat amb 303 persones, 164 homes i 139 dones, nascuts el 1890, 1905 o 1920, i els seus 1.818 fills i nets. 44 encara vivien el 1995, quan es va aturar el seguiment de la mortalitat. Les relacions de risc de mortalitat (RR) en nens i nets van ser determinades basant-se en l'oferta alimentària disponible, tal com s'indica en dades històriques.